# Широкий Лан (Мелитопольский район)
Широкий Лан (укр. Широкий Лан) — село,
Проминевский сельский совет,
Мелитопольский район,
Запорожская область,
Украина.
Код КОАТУУ — 2323086213. Население по переписи 2001 года составляло 314 человек.

## Географическое положение
Село Широкий Лан находится на левом берегу реки Юшанлы,
выше по течению примыкает село Ясное,
ниже по течению на расстоянии в 0,5 км расположено село Проминь,
на противоположном берегу — сёла Привольное и Украинское.